# Guthu
Guthu (nep. गुठु) – gaun wikas samiti w zachodniej części Nepalu w strefie Bheri w dystrykcie Surkhet. Według nepalskiego spisu powszechnego z 2001 roku liczył on 1220 gospodarstw domowych i 6590 mieszkańców (3377 kobiet i 3213 mężczyzn).